# Iridium (element)

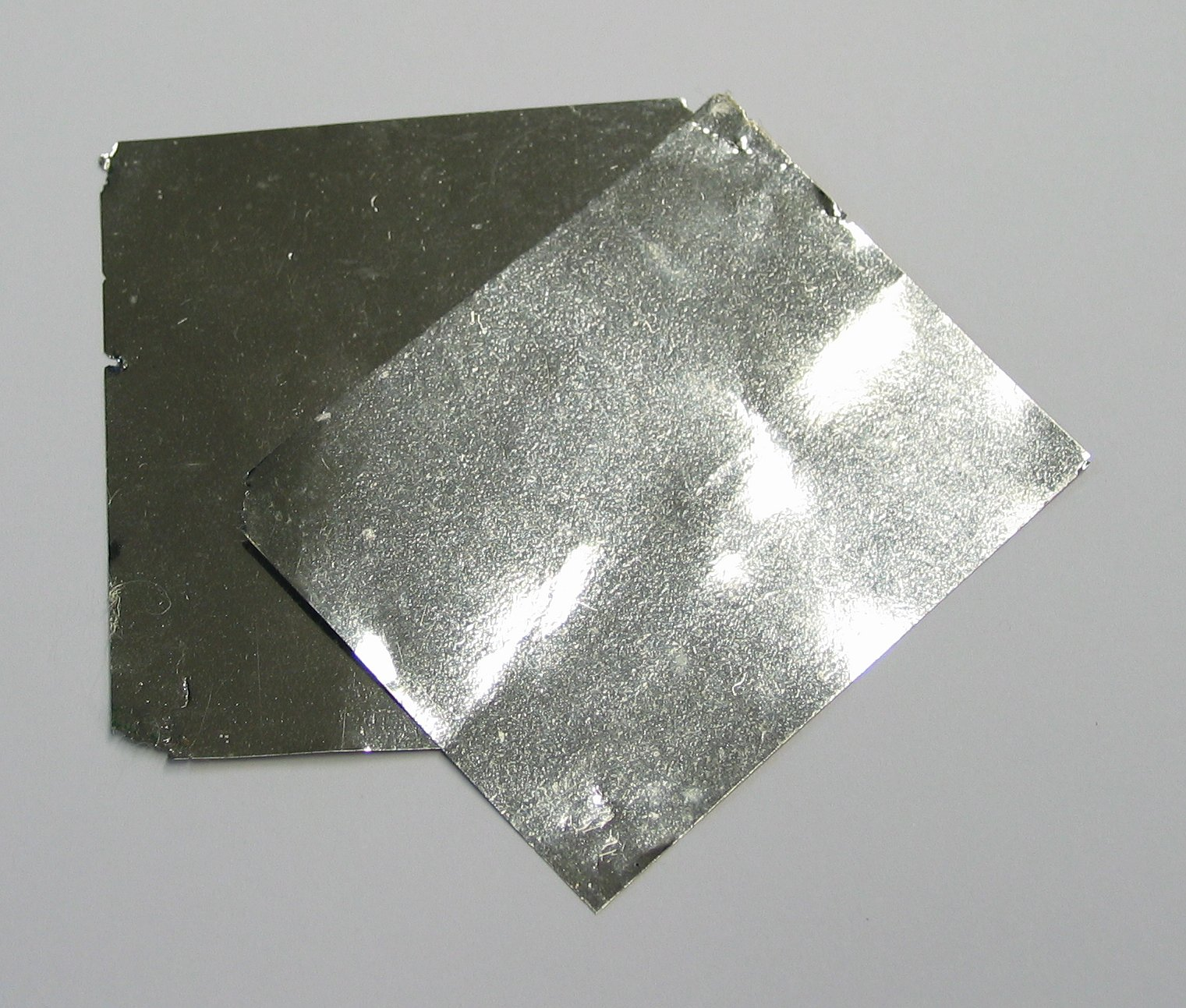
Iridiumfolie

Iridium is een scheikundig element met symbool Ir en atoomnummer 77. Het is een zilverwit overgangsmetaal.

## Ontdekking
Iridium is in 1803 (gelijktijdig met osmium) ontdekt door de Engelse chemicus Smithson Tennant, toen het als residu achterbleef na het oplossen van platina-erts in koningswater. Tennant gaf het deze naam omdat er vele kleuren zichtbaar waren: Iris is de godin van de regenboog, Iridis betekent in het Latijn van Iris.
De meteoriet die zo'n 66 miljoen jaar geleden in Mexico insloeg en wellicht (mede) de Krijt-Paleogeen-massa-extinctie veroorzaakte, bevatte een hoge concentratie iridium. Restanten daarvan worden aangetroffen als een dun laagje in het sediment afgezet in die periode. Dit noemt men de iridiumanomalie.

## Toepassingen
Iridium wordt voornamelijk gebruikt in legeringen waar de hardheid van het materiaal belangrijk is. Andere toepassingen zijn:
- Molecuulstructuren in oled-displays.
- Smeltkroezen en andere apparaten die tegen hoge temperaturen bestand moeten zijn.
- Elektrische contacten zoals Pt/Ir-bougies.
- De punten van vulpennen en kompasnaalden.
- Van 1889 tot 1960 bestond de standaardmeter in Parijs uit een legering van 90% platina en 10% iridium.
- Vroeger werden bepaalde iridiumlegeringen soms gebruikt voor wapens en om porselein (zwart) te kleuren.
- Een radio-isotoop van iridium (iridium-192) wordt wel gebruikt voor de bestraling van tumoren bij brachytherapie. Daarnaast wordt iridium-192 gebruikt bij niet-destructief metaalonderzoek.

## Opmerkelijke eigenschappen
Iridium is lastig te bewerken omdat het zeer hard en breekbaar is. Het is een zilverwit metaal met een lichte gele glans. Van alle metalen is iridium het best bestand tegen corrosie door zuren (zelfs tegen koningswater). Met sommige gesmolten natriumzouten zoals natriumchloride (keukenzout) en natriumcyanide reageert iridium echter wel.
Iridium is na osmium het element met de hoogste dichtheid: 22560 kg/m³.

## Verschijning
In de aardkorst wordt iridium in ongebonden toestand aangetroffen, vaak in combinatie met andere metalen uit de platinagroep. Daarnaast komt het voor in de natuurlijke legering iridiosmium. De kern van de aarde is rijk aan iridium en op sommige plaatsen komt het naar de oppervlakte. Het meeste commercieel gedolven iridium ontstaat als bijproduct van de koperwinning.
Dit metaal wordt vaak gevonden in meteorieten.

## Isotopen
| Stabielste isotopen | Stabielste isotopen | Stabielste isotopen       | Stabielste isotopen       | Stabielste isotopen       | Stabielste isotopen       |
| Iso                 | RA (%)              | Halveringstijd            | VV                        | VE (MeV)                  | VP                        |
| ------------------- | ------------------- | ------------------------- | ------------------------- | ------------------------- | ------------------------- |
| 191Ir               | 37,3                | stabiel met 114 neutronen | stabiel met 114 neutronen | stabiel met 114 neutronen | stabiel met 114 neutronen |
| 192Ir               | syn                 | 73,830 d                  | β−                        | 1,460                     | 192Pt                     |
| 193Ir               | 62,7                | stabiel met 116 neutronen | stabiel met 116 neutronen | stabiel met 116 neutronen | stabiel met 116 neutronen |

Naast de twee stabiele iridiumisotopen 191Ir en 193Ir is er een groot aantal radioactieve isotopen bekend waarvan het meest stabiele 192Ir een halveringstijd van ruim 73 dagen heeft.

## Toxicologie en veiligheid
Metallisch iridium is onschadelijk en weinig reactief. De meeste iridiumverbindingen moeten als giftig worden beschouwd.